# Санта-Барбара (Мінас-Жерайс)
Санта-Барбара (порт. Santa Bárbara) — муніципалітет в Бразилії, входить до складу штату Мінас-Жерайс. Є складовою частиною мезорегіону Агломерація Белу-Оризонті. Входить до економічно-статистичного мікрорегіону Ітабіра. Населення становить 26 185 чоловік (станом на 2007 рік). Займає площу 684,210 км².
Місто засновано 4 грудня 1704 року.